# SR Delémont
SR Delémont – szwajcarski klub piłkarski z siedzibą w Delémont.

## Historia
Sport-Réunis de Delémont został założony w 17 sierpnia 1909 w wyniku fuzji Football-Club Delémont i Union Sportive Delémont-Gare. 
Przez wiele lat klub występował na poziomie drugiej i trzeciej ligi. W 1999 roku Delémont po raz pierwszy w swojej historii awansował do Ligue Nationale. Pobyt w szwajcarskiej ekstraklasie trwał tylko sezon i po zajęciu 12. miejsca w pierwszym etapie, klub uczestniczył w grupie awans/spadek. W tej grupie Delémont zajął 7. miejsce i opuścił ligę. 
W 2002 roku Delémont powrócił do Ligue Nationale i podobnie jak poprzednio opuścił ją po jednym sezonie, po zajęciu 7. miejsca w grupie awans/spadek. Obecnie Delémont występuje w Swiss Challenge League.

## Sukcesy
- 2 sezony w Ligue Nationale A: 1999-2000, 2002-2003.

## Znani piłkarze w klubie
| - Fabrice Borer - Badile Lubamba - Dilaver Satılmış - Kálmán Kovács - Sándor Sallai - Gábor Pölöskei | - Johnny Szlykowicz - Abdou Moumouni - Patrick Gerhardt - Adam Ndlovu - Harlington Shereni - Yohann Bus |

## Sezony wLigue Nationale A
| Sezon     | Uzyskane Miejsce |
| --------- | ---------------- |
| 1999-2000 | 12 (spadek)      |
| 2002-03   | 11 (spadek)      |